# Taihe, Jinzhou
Taihe är ett stadsdistrikt och säte för stadsfullmäktige i Jinzhou i Liaoning-provinsen i nordöstra Kina. Det ligger omkring 220 kilometer sydväst om provinshuvudstaden Shenyang.